# Craig Hultgren
Craig Hultgren (* 1955) ist ein US-amerikanischer Cellist und Komponist.
Hultgren studierte an der University of Iowa und an der Indiana University. Er unterrichtete am Birmingham-Southern College, an der University of Alabama sowie an der Alabama School of Fine Arts und war Cellist beim Alabama Symphony Orchestra. Als Kammermusiker war er Mitglied des Chagall Trio, des Luna Nova Ensemble und des Ensembles für zeitgenössische Kammermusik Thamyris.
Er ist als Solist vorrangig auf dem Gebiet der neuen Musik und der Avantgarde aktiv. Für ihn wurden mehr als 200 Werke von zeitgenössischen Komponisten geschrieben, darunter auch Werke für das elektrische Cello und multimediale Werke u. a. von Robert Scott Thompson, Nickitas J. Demos, Vesselin Nikolov, Noah Creshevsky, Brian Moon und Tiffany Benton. Daneben machte sich Hultgren auch einen Namen als Improvisationsmusiker.
Er war Mitglied der Steering Committee of the New Directions Cello Association, Vizepräsident der Birmingham Art Music Alliance und Präsident der Birmingham Art Association, bei der er das Birmingham Improv, ein jährlich stattfindendes Improvisationsfestival, veranstaltete. 2004 erhielt er beim Birmingham Sidewalk Film Festival mit seiner Musik zu dem Dokumentarfilm The Silent Treatment den Preis für den besten Soundtrack. Im Folgejahr veranstaltete er die Hultgren Solo Cello Works Biennial, bei der neue Werke für das Cello vorgestellt wurden.
2015 verließ er nach mehr als 30 Jahren das Alabama Symphony Orchestra, zog nach Decorah, Iowa, wurde dort „farmer-cellist“ und wirkt u. a. als Vorsitzender des Iowa Composers Forum.

## Weblink
- Craig Hultgren – Extended Techniques for Cello